# Minaçu
Minaçu es un municipio brasilero del estado de Goiás.